# Quebrada del Ají
La Quebrada del Ají es una localidad rural ubicada en el sector El Boco, en Quillota, Región de Valparaíso, Chile. La denominación de la localidad proviene de la siembras de ají cacho de cabra que antiguamente se extendían por los campos de la zona.

## Folklore chileno
La localidad es recordada en la cultura popular chilena con el dicho «aquí y en la Quebrada del Ají», que es usado para indicar que algo es válido en todas partes, resaltando la lejanía del sitio, así como también por la canción La Quebrá del Ají del grupo Los Jaivas.
La quebrada del ají esta omnipresente en el folklore chileno, llamándose así la última quebrada donde cultivaban el ají, en forma escondida, para evitar robos.